# Hôpital de Loches
L'hôpital de Loches, ou centre hospitalier Paul-Martinais est un établissement situé dans le commune de Loches, dans le département d'Indre-et-Loire.
Fondé en 1619, il est partiellement inscrit comme monument historique en 1975.

## Localisation
L'hôpital de Loches est implanté sur la rive droite de l'Indre, en bordure de la principale rue reliant Loches à Beaulieu-lès-Loches (rue du docteur Paul-Martinais).

## Historique

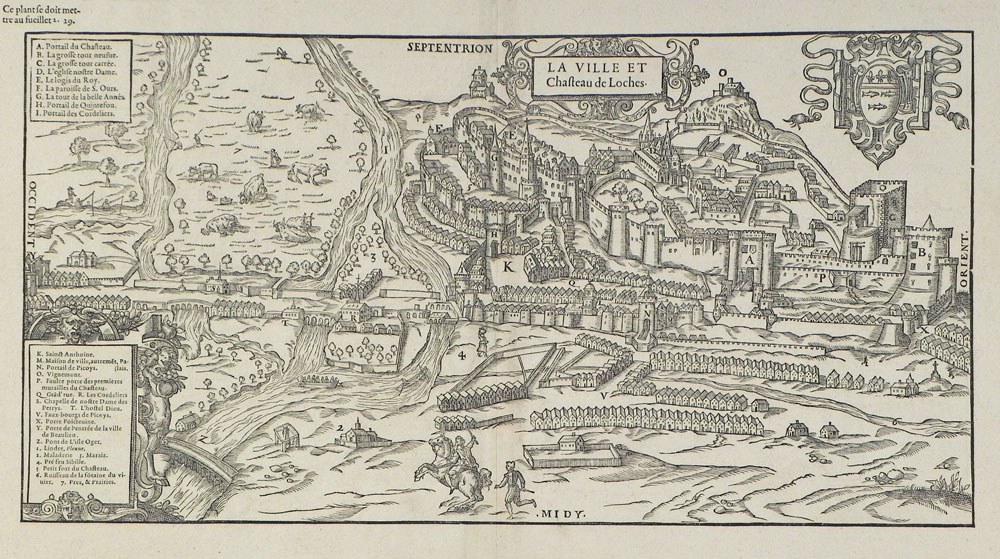
L'hôtel-Dieu sur la carte de Belleforest (1575) : repère « T ».

La création d'un établissement hospitalier à Loches est mal documentée. Un hôtel-Dieu, mentionné en 1462 mais non localisé dans les textes, est encore en service en 1601, peu avant son abandon probable. Une carte de 1575 le représente, sensiblement à l'emplacement de l'hôpital actuel.
L'hôpital de Loches est refondé en 1619 dans un bâtiment proche du couvent des Cordeliers par Suzanne Dubois, une religieuse issue de l'hôtel-Dieu de Senlis ; à sa mort en 1626, l'hôpital cesse de fonctionner. Il est repris en main en 1629 par Pasquier Bouray, vicaire de Saint-Ours,, qui y installe une communauté de la congrégation des augustines hospitalières. Une chapelle dédiée à saint Charles Borromée est construite à l'instigation du duc d'Épernon en repentance pour avoir agressé l'archevêque de Bordeaux Henri d'Escoubleau de Sourdis en 1632,.

L'hôpital (contours en vert) sur le cadastre napoléonien.

En 1698, le roi Louis XIV procède à la réorganisation du système hospitalier français ; dans ce cadre, des terrains sont mis à disposition de l'hôpital de Loches en vue de son agrandissement. Avant la Révolution française, l'établissement dispose de 30 lits. Pendant la période révolutionnaire, le départ forcé des religieuse menace un temps l'existence de l'hôpital, mais la Guerre de Vendée rend sa remise en état impérative ; un nouvel agrandissement s'impose. D'autres bâtiments sont ajoutés au XIXe siècle.
Au XXIe siècle, les remaniements successifs n'ont conservé des aménagements anciens de l'hôtel-Dieu pré-révolutionnaire que la chapelle du XVIIe siècle et des bâtiments du XVIIIe siècle.

Les façades et toitures des bâtiments des XVIIe et XVIIIe siècles, ainsi que la chapelle et l'ancien chœur des religieuses sont inscrits au titre des monuments historiques par arrêté du 7 novembre 1975.

## Architecture et mobilier

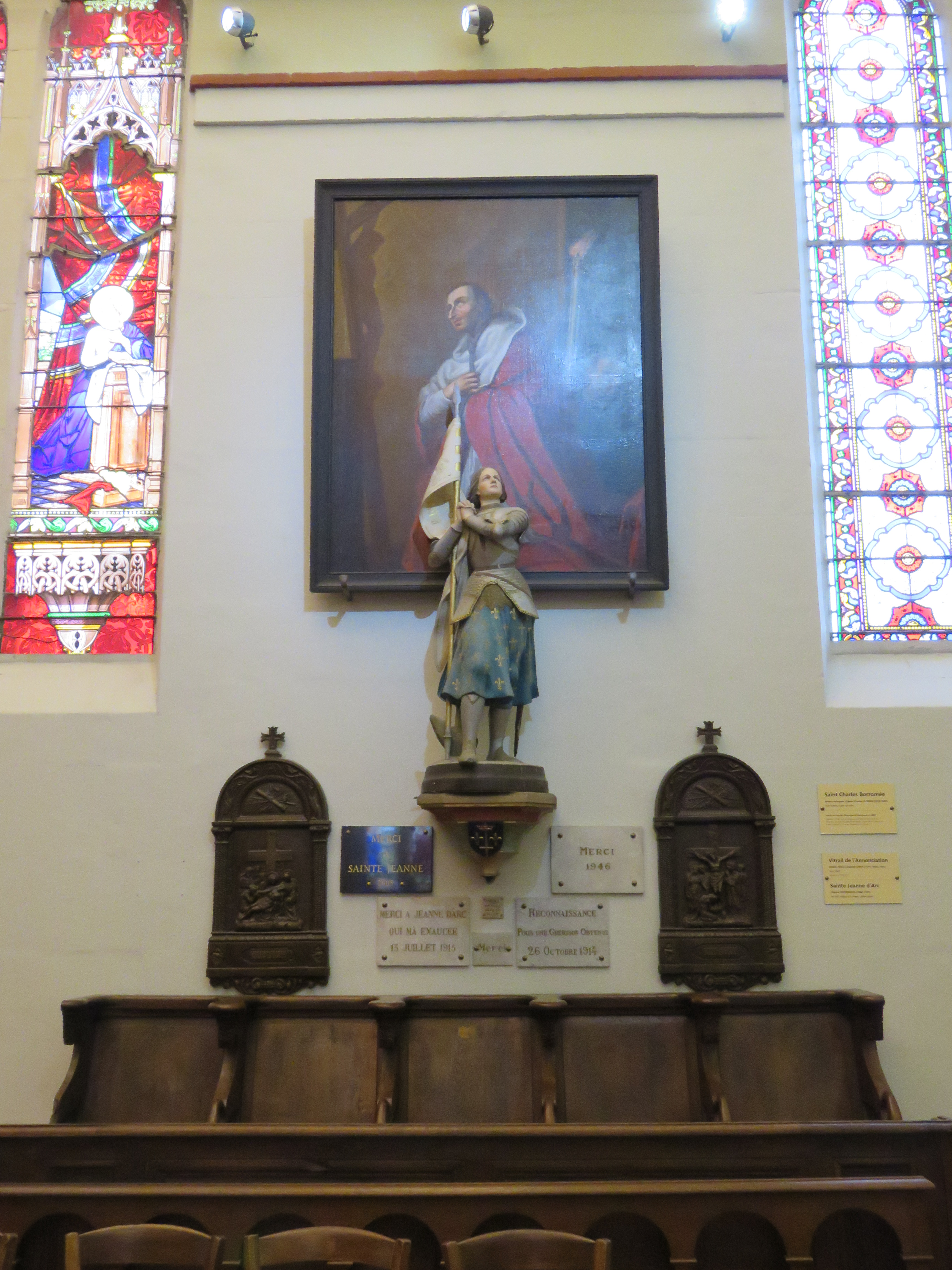
Tableau représentant saint Charles Borromée (église Saint-Antoine de Loches).

Les bâtiments de l'hôpital, en maçonnerie de tuffeau, respectent un plan en forme de « H ». La chapelle, occupant une aile de l'ensemble, se compose d'une nef unique voûtée en berceau et percée de baies en plein cintre ; le chœur est aménagé en en salle des malades.
La chapelle abrite plusieurs tableaux ainsi qu'un retable du XVIIIe siècle. Trois tableaux représentant saint Jean Chrysostome et saint François de Sales sont des objets protégés ; ils sont conservés dans la chapelle, ainsi qu'une statue du Christ en croix. Une horloge et un cadran solaire sont également protégés. Un troisième tableau, représentant l'Assomption, est volé en 2004.
Le tableau représentant saint Charles Borromée, présent dans l'église Saint-Antoine de Loches, se trouvait dans la chapelle de l'hôpital avant la Révolution, au même titre que quatre autres toiles ; l'ensemble est attribuable à l'école française du XVIIe siècle.